# Улица Павла Сивицкого (Мелитополь)
Улица Павла Сивицкого (укр. Вулиця Павла Сивицького) — улица в Мелитополе, одна из центральных улиц Песчаного. На участке от улицы Михаила Оратовского до улицы Белякова по улице Павла Сивицкого следует значительная часть транспортного потока с автодороги М-14 «Одесса — Мелитополь — Новоазовск». Первое известное упоминание улицы относится к 17 января 1939 года. Тогда её назвали в честь Эрнста Тельмана. Но в 2016 г. улицу переименовали, согласно закону о декоммунизации, в честь выдающегося российского лесовода Павла Сивицкого.
Начинается у Речного переулка, соединяясь там с Монастырской улицей. Далее пересекается с улицей Дружбы, пересекает по мосту Песчанский ручей, пересекается с улицами Михаила Оратовского, Грибоедова, Курчатова, Бердянской, Моторной, Белякова, 1-м и 2-м переулками Крылова, делает крутой поворот направо и поднимается на гору, где на перекрёстке с переулками Павла Сивицкого, Бадыгина и Песчанской улицей переходит в улицу Бадыгина.
На улице Павла Сивицкого находятся две артезианских скважины горводоканала (действуют с 1956—1958 годов), гаражный кооператив, магазин «Паляничка». По улице проходят автобусные маршруты № 2, 5А, 22.